# Megasbor

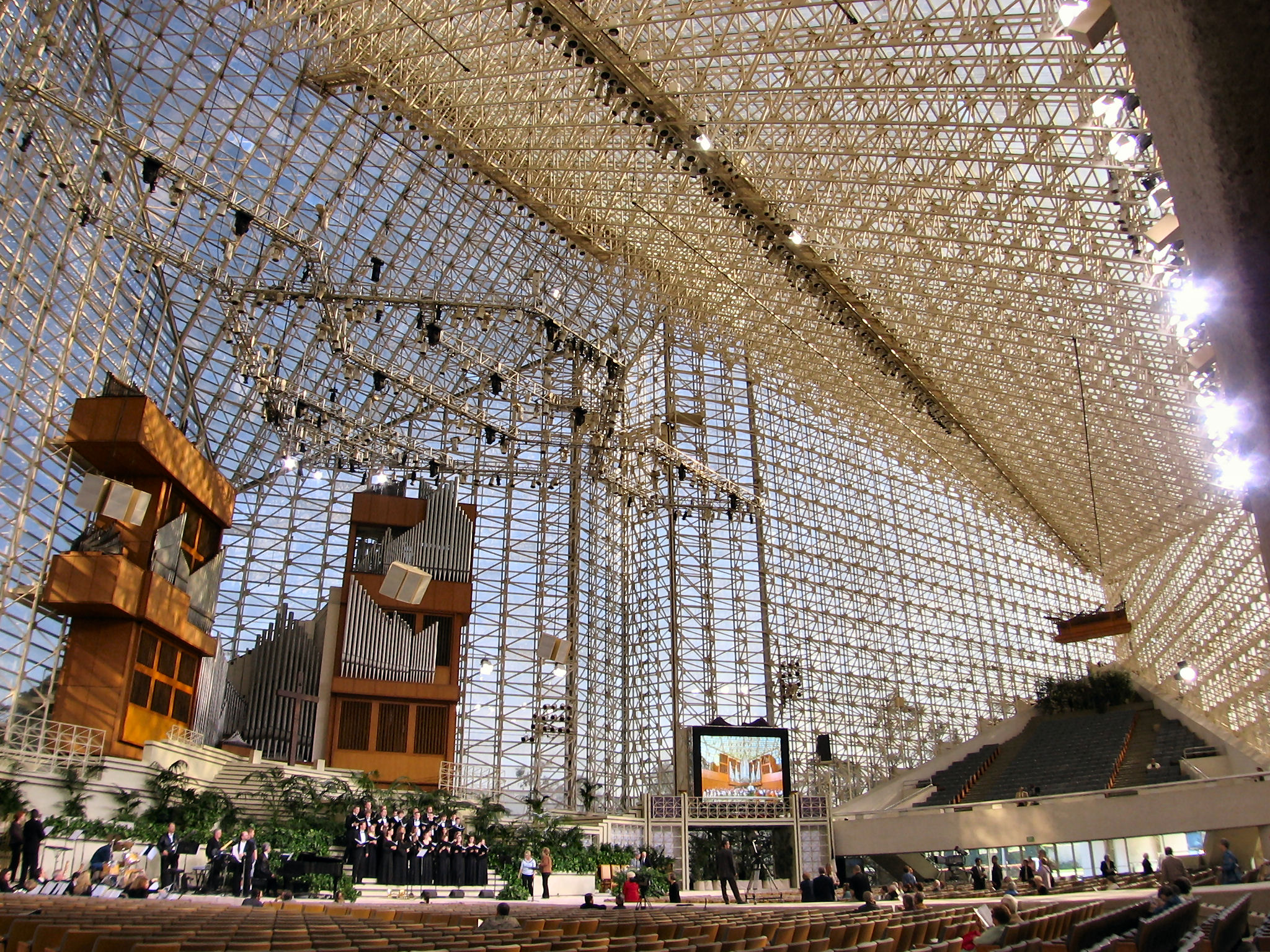
Crystal Cathedral ve městě Garden Grove v Kalifornii

Megasbor (někdy také megacírkev nebo (hlavně pro stavbu) megakostel, anglicky megachurch) je označení pro protestantský sbor nebo kostel, jehož bohoslužby navštěvuje nejméně 2000 návštěvníků týdně. Databáze Hartfordova institutu (Hartford Institute's database) uvádí, že ve Spojených státech amerických je více než 1300 takových protestantských sborů. Podle této databáze vykazuje asi 50 sborů návštěvnost 10 000 – 47 000 věřících týdně. Ačkoliv existuje také asi 3000 římskokatolických kostelů (farností), které navštěvuje týdně nejméně 2000 věřících, tyto nejsou považovány za součást tzv. hnutí megasborů (megachurch movement). Kromě počtu návštěvníků je totiž definujícím rysem také styl vedení bohoslužeb a celkový život a vnitřní dynamika sboru..

## Charakteristika
Obecně vzato jsou tato velká shromáždění typickým rysem určitého typu současného protestantského křesťanství, k jejich rozmachu došlo zejména v posledních dvaceti letech. Ačkoli jsou obvykle považovány za jev typický pro Spojené státy americké, je tento fenomén v současnosti rozšířen celosvětově – v roce 2007 se 5 z 10 největších protestantských megasborů nacházelo v Jižní Koreji (z nichž některé vykazují čtvrtmilionovou týdenní návštěvnost), megasbory jsou známy také z Brazílie a některých afrických států. Nacházejí se ve většině amerických států, většina z nich se ale nachází v jižanských státech Kalifornii, Texasu, Floridě a Georgii. Většina megasborů inklinuje k evangelikalismu nebo letničnímu křesťanství; tyto sbory bývají často částečně nezávislé na svých domovských denominacích.

## Kritika
Kritika megasborů spočívá jednak v tom, že údajně odlákávají členy menších shromáždění, kritizována je také jejich masovost a strategie (jako je průzkum trhu a využívání sekulárních obchodních modelů, např. od řetězce Wal-Mart), pro kterou jsou někdy označovány jako McChurch (česky doslova McSbor nebo McKostel, podle řetězce rychlého občerstvení McDonald's).

 Server Křesťan Dnes přinesl dne 22. srpna 2018 zprávu The Christian Post. Zde uvádí baptistický teolog Roger B. Olson, že projekt megasborů selhává. Upozorňuje na nebezpečí ovzduší slávy známých pastorů, dále zmiňuje například finanční problémy a dále přehnaného autoritářství, ze sexuálních afér, obtěžování nebo hereze, jakkoli přiznává, že někteří pastoři svou roli ustáli se ctí.